# レイネスコエロセラス
レイネスコエロセラス（学名 : Reynesocoeloceras）は、前期ジュラ紀の前期プリンスバッキアンに生息していたアンモナイトの属であり、アンモナイト帯はIbex-Davoei。

## 分布
この属の化石は、ヨーロッパ、北アメリカ、南アメリカ、北アフリカから発見されている。

## 説明
この属に属するアンモナイトの殻は、窪んだ断面を持ち、進化し尖った渦巻きだった。縁側は、平らなもの。肋は一般的に1本である。縁側の結節には、小さいか、あるいは大きな肋の分岐があった可能性がある。